# Faculdades Integradas Rio Branco
As Faculdades Integradas Rio Branco (FIRB), também denominada Faculdades Rio Branco (FRB), localizadas no bairro paulistano da Lapa, surgiram por uma iniciativa da Fundação de Rotarianos de São Paulo - entidade sem fins lucrativos que visa a promoção e patrocínio da educação, criada em 1946 por associados do Rotary Club de São Paulo. Em 2013 foi inaugurado um novo campus universitário no bairro de Granja Viana, na cidade de Cotia.

## Cursos de graduação
- Administração
- Ciências Econômicas
- Design
- Direito
- Editoração (Design Editorial)
- Jornalismo
- Letras - Tradutor e Intérprete
- Pedagogia
- Publicidade e Propaganda
- Rádio e TV
- Relações Internacionais
- Relações Públicas
- Sistemas de Informação
- Turismo

## Graduação tecnológica
- Comércio exterior
- Gestão comercial
- Marketing
- Produção audiovisual

## Cursos de MBA e Pós-graduação
- MBA Branding - New Branding Innovation
- MBA Banking - Gestão Bancária
- Pós-graduação - Gestão Criativa
- Pós-graduação - Gestão de Negócios
- Pós-graduação - Gestão de Finanças
- Pós-graduação - Gestão de Marketing
- Pós-graduação - Gestão de Recursos Humanos
- Pós-graduação - Direito Internacional Ambiental
- Pós-graduação - Responsabilidade Social Corporativa

## Destaques
O curso de Sistemas de Informação, e também o curso de Editoração (Design Editorial), obtiveram o 1º lugar no ENADE. 
O seu curso de Relações Internacionais, está em 3° lugar dentro do ranking nacional.
As Faculdades Integradas Rio Branco classificaram-se entre as 8 melhores Instituições de Ensino Superior da cidade de São Paulo, segundo resultados obtidos no Enade 2006.
A melhor nota do Brasil em Editoração (Design Editorial) foi conquistada por um aluno das Faculdades Integradas Rio Branco.